# Silver Lining
Silver Lining är ett album av Nils Lofgren, utgivet 1991. Det var hans första soloalbum sedan 1985 års Flip. Åren mellan albumen hade han ägnat åt spel i Bruce Springsteens kompband E Street Band, som dock upplösts 1989. Springsteen gör ett gästframträdande med sång på låten "Valentine". Bland andra gästmusiker finns Billy Preston, Ringo Starr och Clarence Clemons.

## Låtlista
Samtliga låtar skrivna av Nils Lofgren.
1. "Silver Lining" - 4:45
2. "Valentine" - 6:14
3. "Walkin' Nerve" - 3:53
4. "Live Each Day" - 4:18
5. "Sticks and Stones" - 6:10
6. "Trouble's Back" - 5:00
7. "Little Bit O' Time" - 2:48
8. "Bein' Angry" - 5:52
9. "Gun and Run" - 4:18
10. "Girl in Motion" - 5:51